# Master of International Business
Beim Master of International Business (MIB oder M.I.B.) handelt es sich um einen postgradualen Studiengang, der Manager an die modernen Anforderungen einer globalen Wirtschaft vorbereiten soll. Der Ursprung des Programms geht zurück auf das Jahr 1946 zurück, in dem das American Institute of Foreign Trade, heute Teil der Arizona State University, diesen Abschluss erstmals vergab. Der Titel wurde bis in das Jahr 2000 verliehen, als die Thunderbird School of Global Management das Programm umbenannte und nur noch den MBA in Global Management verlieh.
Der MIB ist vergleichbar mit dem Master of Business Administration (MBA) mit Berücksichtigung der vorherrschenden globalen Markttendenzen. Momentan wird der Abschluss von einigen nordamerikanischen, europäischen und japanischen Universitäten, sowie in Indien und Australien angeboten. Das Pariser Grande école ESCP Business School bietet einen Executive Master in International Business an. Für die Zulassung müssen die Bewerber bereits drei Jahre Berufserfahrung aufweisen. Ebenfalls in Frankreich, bietet die Grenoble Ecole de Management mit ihrem MSc Management in International Business (MIB) ein Masterstudium an, jedoch ist dieser direkt nach Abschluss eines Bachelorstudiums möglich. In Deutschland bietet die private WHU – Otto Beisheim School of Management einen solchen Abschluss an.